# د ای. ان. دی
«د ای.ان.دی» (به انگلیسی: The E.N.D) آلبومی از بلک آید پیز است که در ۳ ژوئن ۲۰۰۹ منتشر شد.